# Aliso (camp romain)
Pour les articles homonymes, voir Aliso (homonymie).
Aliso était un établissement militaire romain dans l'ancienne Allemagne, construite par Auguste, près de l'actuel Haltern am See, lorsqu'il voulait créer la province romaine de Germanie.
Après la bataille de Teutoburg en l'an 9, Aliso est le dernier point de résistance des troupes romaines en Germanie. Assiégée par les Germains d’Arminius, la garnison commandée par le préfet du camp Lucius Caedicius leur oppose une résistance acharnée avant de parvenir à s'exfiltrer pour regagner les lignes romaines.

## Localisation
La localisation d'Aliso a donné lieu à diverses hypothèses. En 2010, la Commission archéologique de Westphalie publie un cahier de synthèse des fouilles et découvertes près de Haltern concluant que le site correspond à celui décrit dans la littérature antique sous le nom d'Aliso. Aux portes sud et est du camp romain principal de Haltern ont été découverts des palissades de renforcement de l'enceinte ainsi que des restes d'armement défensif ainsi qu'un charnier pouvant indiquer qu'une attaque a été repoussée.

## Nécropole
Au fil des années, plus de 100 tombes ayant contenu ou contenant une urne funéraire — dans laquelle se trouvaient les cendres du défunt — ont été mises au jour, les soldats romains étant inhumés là où ils mouraient.

## Céramique sigillée
Cette forteresse est un « site-type » pour certaines formes de céramiques sigillées de type italien (arétin), définies par le céramologue Siegfried Loeschcke (fils de Georg Loeschcke) et entrées dans le système typologique de la sigillée sous le nom de « Haltern » ou « Ha. » ; le nom-type est resté, bien qu'entre 1966 et 1990 une analyse chimique des poteries en question ait montré que 50% de ce lot vient de l'atelier de La Muette à Lyon, 30% de Pise et seulement 10% d'Arezzo.

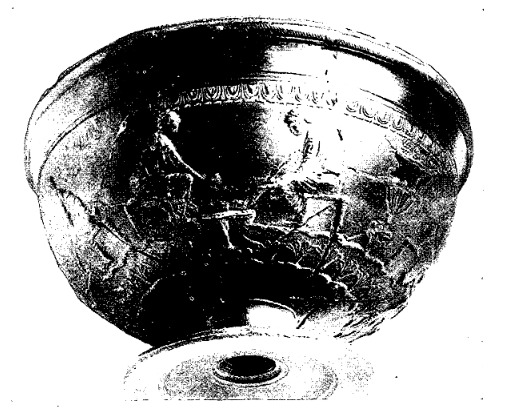
Coupe sigillée trouvée sur le site de la forteresse du camp

Les services, ou ensembles appareillés
C'est aussi la première fois que sont décrits des services de sigillée unie, c'est-à-dire des ensembles de plats appareillés par leurs formes et leurs profils. S. Loeschcke détermine quatre types de services à Haltern, numérotés de I à IV - les types III et IV étant des variantes des deux premiers.